# Lorde
Ella Marija Lani Yelich-O'Connor, känd under artistnamnet Lorde (IPA: /ˈlɔrd/), född 7 november 1996 i Auckland-förorten Takapuna, är en nyzeeländsk sångerska och låtskrivare. Lorde blev intresserad av att sjunga och uppträda som barn. I tidiga tonåren upptäcktes hon av Universal Music Group, vilket ledde till skivkontrakt och så småningom ett samarbete med låtskrivaren och producenten Joel Little. Hennes debutskiva, The Love Club EP, gavs ut kommersiellt i mars 2013. Skivan nådde andra plats i Nya Zeeland och Australien.
I mitten av 2013 släppte Lorde sin debutsingel "Royals", som kom att bli en internationell hit. Låten toppade bland annat den amerikanska hitlistan Billboard 100 och gjorde Lorde till den yngsta soloartisten med en singeletta i USA sedan 1987. Senare samma år gav hon ut sitt första studioalbum, Pure Heroine. Albumet toppade listorna i Nya Zeeland och Australien och nådde som bäst tredje plats på Billboard 200 i USA. Singlarna som följde var "Tennis Court", "Team", "No Better" och "Glory and Gore". 2014 släpptes låten "Yellow Flicker Beat" som singel från soundtracket till filmen The Hunger Games: Mockingjay – Part 1.
Lordes musik består av olika undergenrer till electronica, pop och rock, såsom electropop och drömpop. 2013 utsåg tidskriften Time henne till en av världens mest inflytelserika tonåringar, och året därpå tog hon sig in på Forbes lista "30 Under 30".
Artistnamnet Lorde (av engelska 'lord', herre) valde hon för att det lät starkt och majestätiskt; E:et lades till för att hon tyckte det såg mer feminint ut.

## Biografi

### 1996–2008: Uppväxt
Lorde föddes den 7 november 1996 i Takapuna, en förort till Auckland, och växte upp i den närliggande orten Devonport tillsammans med två systrar och en bror. Hon är dotter till poeten Sonja Yelich och väg- och vatteningenjören Vic O'Connor, och har kroatiskt och irländskt påbrå. Vid fem års ålder följde Lorde med en vän till en dramagrupp där hon fann ett intresse för sång och skådespeleri. Modern uppmuntrade henne till att läsa böcker av olika genrer, vilket inspirerade Lorde till att skriva låttexter. "Jag tror att min mamma influerade min textförfattarstil genom att alltid köpa böcker till mig. Hon kunde ge mig en blandning av barn- och vuxenböcker också, det fanns egentligen inga böcker jag inte fick läsa. Jag minns att jag läste Feed av M.T. Anderson när jag var sex, och att hon gav mig Salinger och Carver vid en tidig ålder, och Janet Frame väldigt ung också."

### 2009–11: Musikkarriärens början

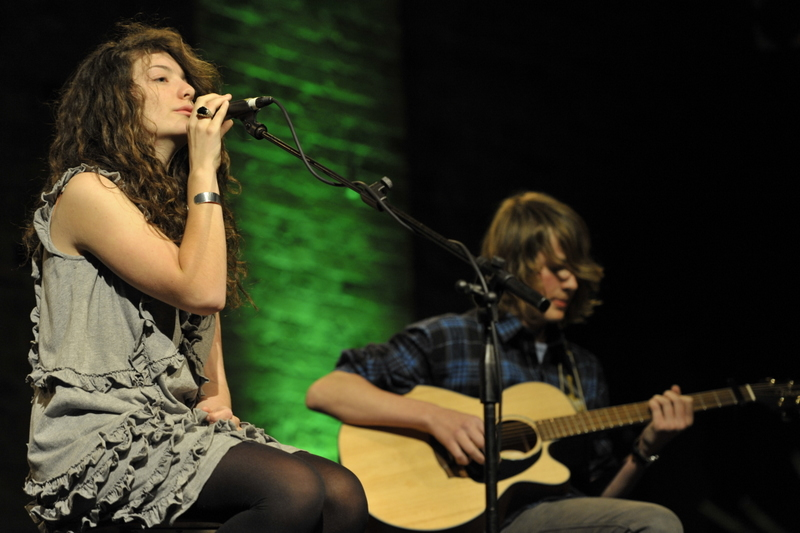
Lorde och Louis McDonald uppträder vid The Vic Unplugged, 2010

Den 13 augusti 2009 gästade Lorde Jim Moras radioprogram Afternoons (Radio New Zealand) tillsammans med musikern Louis McDonald. De framförde covers på Pixie Lotts "Mama Do (Uh Oh, Uh Oh)" och Kings of Leons "Use Somebody". Samma år blev hon och McDonald vinnarna av skolans årliga talangtävling. McDonalds far Ian kontaktade sedan Scott MacLachlan, A&R på Universal Music, och skickade över en ljudinspelning med Lorde och Louis McDonald där de framförde "Warwick Avenue" av Duffy samt ett videoband där de tolkade "Mama Do" av Pixie Lott. 2009 kontrakterades hon av Universal Music för att vidareutveckla sin talang.
2010 började Lorde och McDonald framföra covers mer regelbundet som duon "Ella & Louis". De spelade bland annat vid The Leigh Sawmill Cafe den 15 augusti, Roasted Addiqtion Cafe i Kingsland den 20 augusti, The Vic Unplugged vid Victoria Theatre, Devonport den 27 oktober och Devonstock i Devonport den 12 december. Under tiden hon arbetade med sin musikkarriär studerade hon vid Takapuna Grammar School mellan 2010 och 2013, där hon slutförde år 12. Hon valde senare att inte återkomma under 2014 för att slutföra år 13.
2011 anlitade Universal Music sångcoachen Frances Dickinson att ge henne sånglektioner två gånger i veckan i ett år och hon började arbeta med flera olika låtskrivare men utan framgång. Vid 14 års ålder började Lorde läsa noveller och lärde sig att "lägga ihop ord". Hon framförde sina egna låtar offentligt första gången under The Vic Unplugged II vid Devonport Victoria Theatres huvudscen den 16 november 2011. I december 2011 presenterade MacLachlan henne för Joel Little, låtskrivare och skivproducent samt sångare i punkbandet Goodnight Nurse. Paret spelade in fem låtar för en EP vid Littles Golden Age Studios i Morningside, Auckland och blev klara inom tre veckor.

### 2012–13:The Love Club EPochPure Heroine

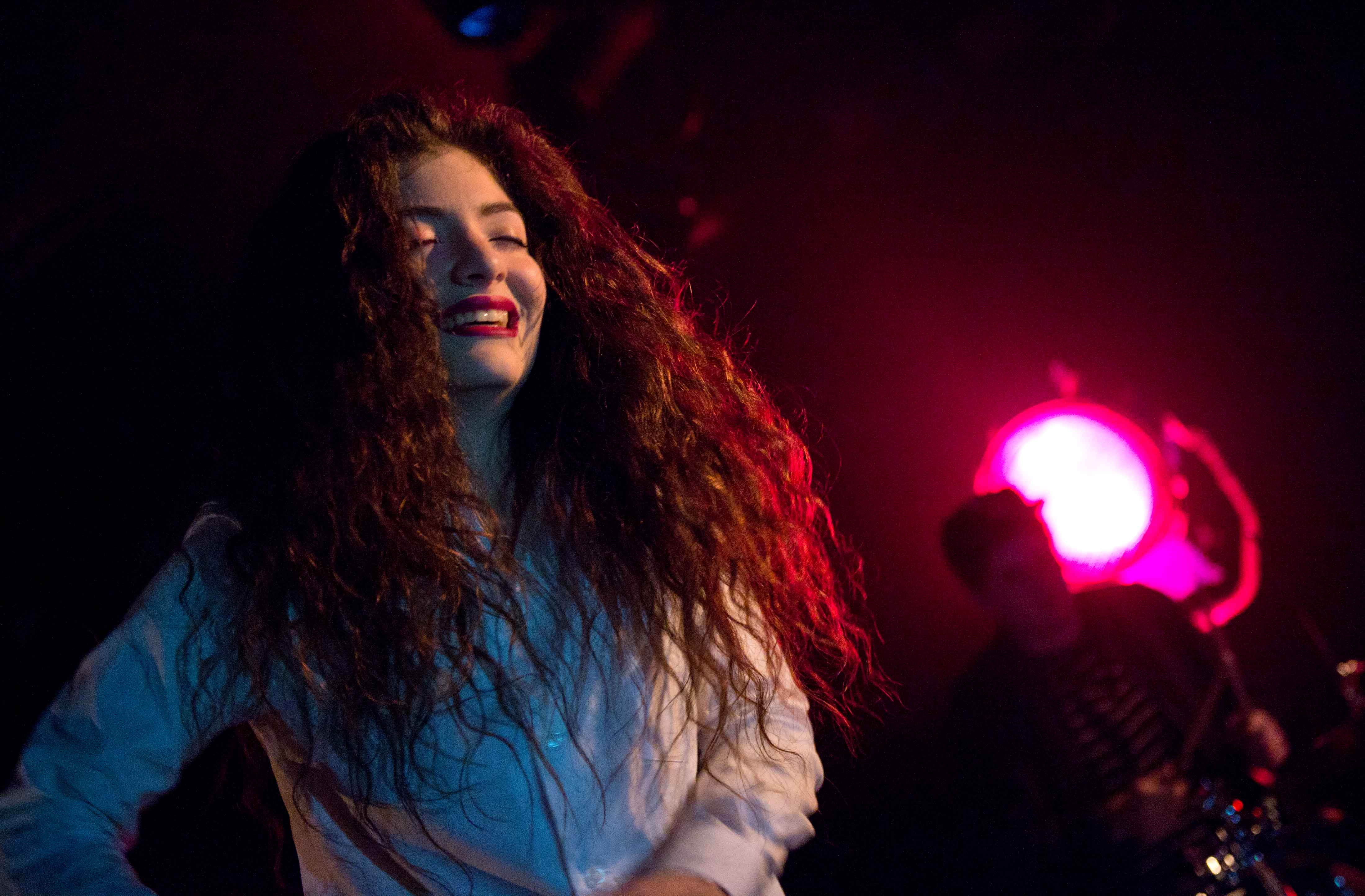
Lorde live vid Decibel Festival i Seattle, september 2013

I november 2012 publicerade Lorde EP-skivan The Love Club EP på webbplatsen Soundcloud för fri nedladdning. Efter 60 000 nedladdningar föreslog Universal Music en kommersiell lansering av EP:n i mars 2013. EP:n nådde andraplatsen i Nya Zeeland och Australien och har på senare tid sålt platina sju gånger i Australien och en gång i Nya Zeeland. I juni samma år utgavs låten "Royals" som singel från EP:n. Singeln blev en internationell hit och tillbringade nio veckor i rad på Billboard Hot 100-listans förstaplats. Lorde blev således den yngsta soloartisten med en singeletta i USA sedan Tiffanys "I Think We're Alone Now", 1987. "Royals" vann även pris vid APRA Silver Scroll Awards 2013, ett låtskrivarpris i Nya Zeeland samt två Grammy Awards i kategorierna 'Best Pop Solo Performance' och 'Song of the Year' under 2014.
I september 2013 släppte Lorde sitt debutalbum Pure Heroine. Albumet nådde förstaplatsen i Nya Zeeland och Australien samt topp fem i Kanada, Irland, Norge och Storbritannien. I USA nådde Pure Heroine tredje plats på Billboard 200 som bäst och sålde platina enligt Recording Industry Association of America (RIAA) med 1,33 miljoner sålda exemplar. Albumet fick ett varmt mottagande av musikkritiker och nominerades till en Grammy för 'Best Pop Vocal Album'. Det hade i slutet av 2013 sålts i 1,5 miljoner exemplar globalt.
Från Pure Heroine släpptes ytterligare fyra singlar. "Tennis Court" var Lordes andra singel och toppade singellistan i Australien. Tredje singeln "Team" gjorde även den avtryck på listorna med topp 10-placeringar i Australien, Nya Zeeland, Kanada och USA. "No Better", som endast fanns med på den utökade versionen av Pure Heroine, och "Glory and Gore" släpptes som de två sista singlarna från albumet. I slutet av september 2013 tillkännagavs det i media att Lordes cover på Tears for Fears "Everybody Wants to Rule the World" hade valts med på soundtracket till filmen The Hunger Games: Catching Fire.
Efter förhandlingar mellan flera olika bolag såsom Sony Music Entertainment och UMG skrev Lorde i november 2013 på ett förlagsavtal med Songs Music Publishing värt 2,5 miljoner amerikanska dollar. Avtalet ger utgivaren rätt att licensera Lordes musik för film och reklam.

### 2014 och framåt: Andra albumet ochMockingjay, Pt. 1soundtrack

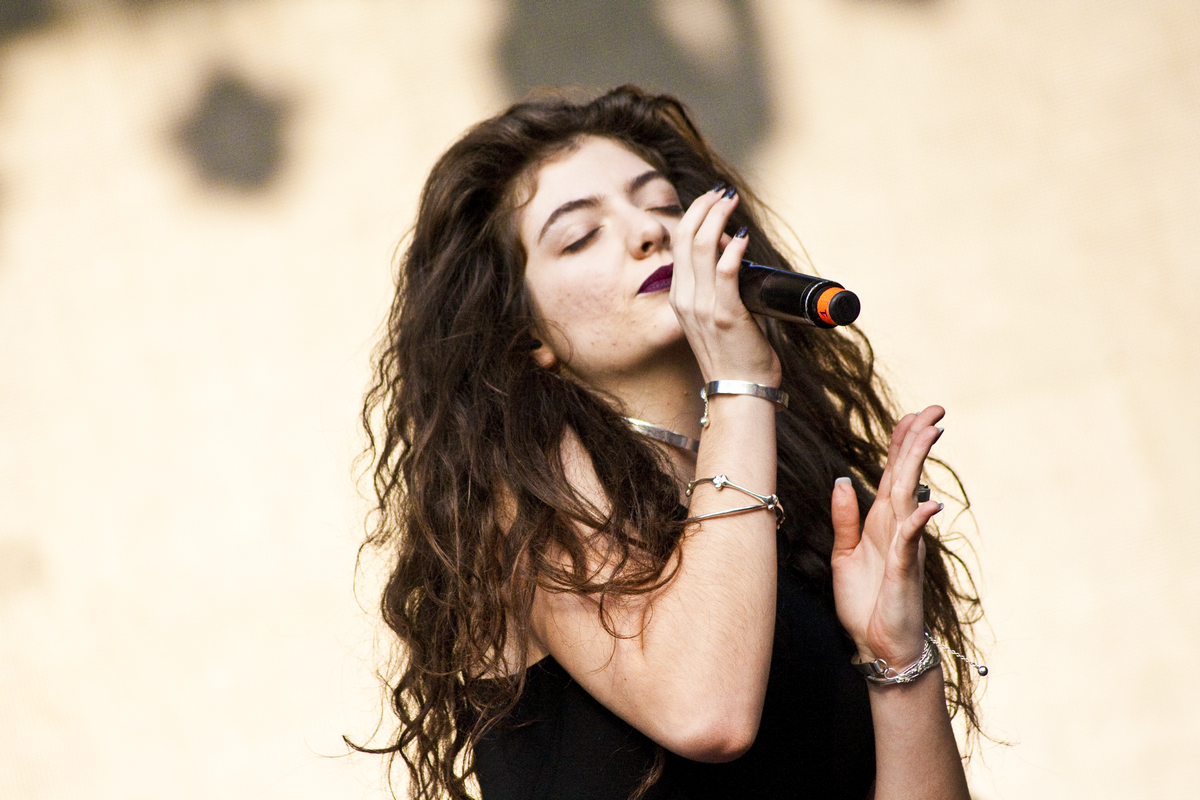
Lorde vid Lollapalooza i Chile, 2014

I december 2013 meddelade Lorde att hon hade börjat skriva material för sitt andra studioalbum. Hon berättade senare även att det här albumet kommer att vara "helt olikt" sitt debutalbum. Under första halvan av 2014 var Lorde huvudakt på en rad musikfestivaler, däribland Laneway Festival i Sydney, de tre sydamerikanska upplagorna av Lollapalooza i Santiago de Chile, Buenos Aires och São Paulo samt Coachella i Kalifornien.
För att marknadsföra The Love Club EP och Pure Heroine begav sig Lorde ut på en internationell turné med start i Nordamerika i början av 2014. Därefter följde spelningar i Australien i juli och en andra tur till Nordamerika i augusti. I april samma år framförde Lorde "All Apologies" tillsammans med de kvarstående medlemmarna i Nirvana under bandets intagningsceremoni för Rock and Roll Hall of Fame and Museum.
Den 1 augusti 2014 gjorde Lorde ett kritikerhyllat framträdande vid Lollapalooza i Grant Park, Chicago. Billboard utsåg showen till det femte bästa framträdandet under festivalen medan Rolling Stone kallade den för den bästa delen av Chicagoeventet.
Den 29 september 2014 släpptes "Yellow Flicker Beat" som singel från soundtracket till filmen The Hunger Games: Mockingjay – Part 1. Lorde hade noggrant sett över soundtrackets innehåll och bidrog även med sång på flera av låtarna. Vid hennes artonde födelsedag i november 2014 uppskattades det att Lorde var värd 11 miljoner nyzeeländska dollar.
Lordes andra studioalbum, Melodrama, släpptes den 16 juni 2017. Det producerades och skrevs huvudsakligen av Lorde och Jack Antonoff. Albumet blev en fortsatt kommersiell framgång, med bland annat en förstaplacering på Billboard 200 i USA.
2021 släpptes hennes tredje studioalbum, Solar Power.

## Artisteri

### Influenser
Under sin uppväxt lyssnade Lorde på soulmusiker som Etta James och Otis Redding såväl som på föräldrarnas favoritskivor av bland andra Cat Stevens, Neil Young och Fleetwood Mac. Hon har uppgett Grimes ovanliga röst, bandet Sleigh Bells och producenten SBTRKT (Aaron Jerome) som framträdande inspirationskällor. Hennes musik influeras också av Lana Del Rey, James Blake, Yeasayer, Animal Collective, Kanye West och Prince.
Andra influenser kommer från de tidigare dolda identiteterna hos Burial och The Weeknd; "Jag känner att mystiken är mer intressant", säger hon. Lorde beskriver författare som Raymond Carver, Wells Tower, Tobias Wolff och Claire Vaye Watkins som inspiratörer för hennes låttexter, framförallt deras meningsuppbyggnader.

### Image och stil
Lorde har sagt att eftersom hon inte spelar något instrument är rösten hennes huvudfokus; "Jag spelar inga instrument, så min röst måste ligga i fokus. Mitt röstomfång är mycket viktigt". Lordes sångstil på debutalbumet Pure Heroine har av PopMatters beskrivits som "unik och kraftfullt intressant", som även menar att den ligger "långt över hennes ålder".
Allmusic har beskrivit hennes musikstil som en "elegant blandning artisteri, konfessionell sovrumspop och klubbfärdig electro-rock".  Hennes sångtexter, som till stor del skildrar till stor del hennes egen ungdom, kritiserar mainstreamkulturen men tar också upp ämnen som social ångest och romantisk längtan.
Lorde har fått beröm för sina scenframträdanden, bland annat från Billboard som menade att hon hade en "väldefinierad scennärvaro" och en "slug" och "orubbligt lugn" attityd. Vidare kommenterade Billboard att hennes framträdanden har "förtroende och uppförande långt över hennes ålder". Vid framträdanden föredrar Lorde kläder som får henne att känna sig "storslagen" och lite "teaterliknande".

## Ställningstagande
I december 2017 ställde Lorde in sin planerade junikonsert i Israel efter ett öppet brev från palestinska solidaritetsaktivister som stöttar kampanjen Boycott, Desinvestment and Sanctions Movement (BDS). Brevet, som publicerades på The Spinoff Online Magazine av den judiska aktivisten Justine Sachs och den palestinska aktivisten Nadia Abu-Shanab, båda från Nya Zeeland, uppmanade Lorde att inte ge någon konsert i Israel mot bakgrund av landets olagliga ockupation av palestinska områden och dess brutala apartheidpolitik mot palestinierna.
Lorde tackade på Twitter för att de ville sätta henne in i förhållandena i Israel-Palestina. ”Jag lär mig hela tiden” skrev hon.
Hennes avbokning av den israeliska konserten välkomnades av palestinska aktivister och anhängare, inklusive amerikanska gruppen Jewish Voices for Peace och den nyzeeländska, judiska fredsgruppen Dayenu. Däremot kritiserades hon av pro-Israeliska grupper och anhängare, som Shalom Kiwi och skådespelerskan Roseanne Barr. Den israeliska kultur- och sportministern Miri Regev och Israels ambassadör i Nya Zeeland Itzhak Gerbeg uppmanade Lorde att ompröva sin avbokning. Den amerikanske rabbinen Shmuley Boteach betalade för en fullsidesannons i Washington Post där han kallade henne hycklare och noterade att hon skulle turnera i Ryssland trots Putins stöd för den syriska regimen.
Som svar på Boteachs annons undertecknade hundra skådespelare, författare, regissörer och musiker, inklusive Roger Waters (Pink Floyd), John Cusack, Angela Davis, Mark Ruffalo, Peter Gabriel och Viggo Mortensen ett gemensamt brev i The Guardian som försvarade Lordes ställningstagande.
Tre tonåriga israeliska fans till Lorde har stämt de två nyzeeländska aktivisterna för att de övertalade Lorde att ställa in konserten i Tel Aviv. Fansen kräver 13 000 dollar i ersättning för "emotionell skada". Stämningen, som inlämnades av en israelisk rättvisegrupp, Shurat HaDin, verkar vara den första där man åberopar en kontroversiell, israelisk lag som godkändes 2011. Denna lag gör det möjligt att stämma dem som kräver en bojkott mot Israel.

## Diskografi

### Studioalbum
- 2013 – Pure Heroine
- 2017 – Melodrama
- 2021 – Solar Power
- 2025 – Virgin

## Priser och utmärkelser
| År   | Pris                    | Kategori                             | Ref.          |
| ---- | ----------------------- | ------------------------------------ | ------------- |
| 2013 | MTV Europe Music Awards | Best New Zealand Act                 | [ 65 ]        |
| 2014 | Billboard Music Awards  | Top New Artist                       | [ 66 ] [ 67 ] |
| 2014 | Billboard Music Awards  | Top Rock Song ("Royals")             | [ 66 ] [ 67 ] |
| 2014 | Brit Awards             | International Female Solo Artist     | [ 68 ]        |
| 2014 | Grammy Awards           | Song of the Year ("Royals")          | [ 69 ]        |
| 2014 | Grammy Awards           | Best Pop Solo Performance ("Royals") | [ 69 ]        |
| 2014 | MTV Video Music Awards  | Best Rock Video ("Royals")           | [ 70 ]        |